# LAPM
Link Access Procedure pro modemy (LAPM) je součástí protokolu V.42 pro korekci chyb pro modemy.
LAPM je protokol pro kontrolu chyb definovaný v ITU-T doporučení V.42. Je stejně jako mnohé jiné protokoly linkové vrstvy odvozený od HDLC. Podobně jako starší síťové protokoly MNP firmy Microcom používá LAPM cyklický redundantní součet (CRC) a opakované vysílání poškozených dat (ARQ) pro zajištění spolehlivého přenosu dat.
Protokoly pro kontrolu chyb, jako je LAPM, používají rámce proměnné délky, které začínají hlavičkou a končí patičkou s kontrolním součtem rámce (cyklický redundantní součet). Správně přijaté rámce jsou potvrzovány, a nepotvrzené rámce jsou automaticky vysílány znovu (ARQ).
Čím větší je množství dat obsažené v rámci, tím menší je režie na přenos hlavičky a patičky rámce. Režie LAPM na vytváření rámců je obvykle kolem asi 5 procent. To je výrazné zlepšení oproti pevné 25% režii na start a stop bity při arytmické sériové komunikaci, ale velké rámce samozřejmě přinášejí větší latenci při komunikaci.
LAPM volitelně dovoluje selektivní odmítnutí (SREJ), což umožňuje opakovat vysílání pouze poškozených rámců a poskytuje rychlejší zotavení z chyb přenosu.
ITU-T protokol V.42 LAPM je považován za robustnější než síťové protokoly MNP navržené dříve firmou Microcom, a ve verzi V.42bis má sofistikovanější a silnější možnosti komprese dat, což přináší mnohem větší propustnost dat.
V.42bis obsahuje algoritmus komprese řetězců nazývaný BTLZ (British Telecom Lempel Ziv), který se často se vyskytující řetězce znaků nahrazuje kódovými slovy. Slovník řetězců se v průběhu přenosu dynamicky upravuje – podle přenášených dat jsou nové řetězce přidávány a staré rušeny. Protože přenášená data už nemusí být komprimovatelná (např. šifrovaná nebo již komprimovaná data), modem je schopen přepínat mezi nekomprimovaným a komprimovaným režimem provozu. Kompresní poměr je neustále sledován, a pokud se narazí na nekomprimovatelná data, modem přenáší data v nekomprimované podobě. I v nekomprimovaném režimu modem sleduje charakteristiky dat a zapne znovu kompresi, jakmile přináší úsporu. 